# 哀郢
《哀郢》是一首楚辭，有时被认为是中国诗人屈原于大约公元前278年所作。它出自编于中国古代的《楚辞》诗目的《九章》部分。标题中的“郢”是地名，“哀”暗示对此地在被毁后的哀悼。郢以屈原故乡楚国的都城闻名。

## 背景
根据（可能不确切的）传统，楚国本土的爱国者屈原在秦将白起率军进军楚国都城郢、威胁入侵之际，在伤心中写下了这部作品。祖国面临迫近的危险时，他满怀悲愤。诗歌表达了他对国运深切的担忧、他对楚国百姓的同情和他对造成悲剧降临的自我放纵的国家统治者的愤怒。